# The Revelation
Albums de Coldrain
The Enemy Inside
(2011) Vena
(2015)
The Revelation est le troisième album studio du groupe de rock japonais Coldrain. Le 5 mai, le groupe s’est produit lors de la date d'ouverture de The Revelation Tour à Chiba, au Japon, au même endroit où il s'est produit au cours de Ozzfest le 12 mai.
À l'annonce de la sortie internationale de The Revelation, le chanteur Masato a écrit :
« C’est difficile de dire avec des mots combien nous sommes heureux et fiers que The Revelation soit commercialisé dans le monde entier. Le rêve que nous avons depuis que nous avons commencé à jouer de la musique est enfin en train de se réaliser. J’ai hâte que tout le monde entende les chansons, apprenne les paroles et les chante avec nous en direct. Nous sommes reconnaissants envers les nombreux fans de notre pays qui nous ont soutenus afin que nous devenions le groupe que nous sommes aujourd'hui. Sans eux, cela aurait été impossible. Cette étape sera la plus importante de nos carrières et nous ne pouvions pas être plus prêts. »

## Liste des titres
Édition japonaise
Toutes les paroles sont écrites par Masato.
| No  | Titre              | Musique       | Durée |
| --- | ------------------ | ------------- | ----- |
| 1.  | The War Is On      | Y.K.C         | 3:32  |
| 2.  | The Revelation     | Y.K.C         | 4:14  |
| 3.  | Falling Forever    | Y.K.C         | 3:18  |
| 4.  | Behind the Curtain | Y.K.C         | 3:17  |
| 5.  | Next to You        | Y.K.C         | 3:56  |
| 6.  | Time Bomb          | Sugi          | 3:09  |
| 7.  | Voiceless          | Y.K.C         | 3:18  |
| 8.  | Chasing Dreams     | Y.K.C         | 4:15  |
| 9.  | Given Up on You    | Y.K.C         | 3:16  |
| 10. | Carry On           | Masato, Y.K.C | 3:25  |